# Survivors Against Terror
Survivors Against Terror (28 de janeiro de 2018, Reino Unido) é uma ONG criada pelo CEO da JAN Trust, Sajda Mughal, que dá suporte para britânicos de todo o mundo que foram afetados por ataques terroristas.
O projeto foi elogiado por políticos como a Secretária de Estado para os Assuntos Internos Amber Rudd, Thelma Stober e Gerald Oppenheim.

## Criação
A ONG foi criada por parentes de vítimas de ataque do Estado Islâmico, IRA e da extrema-direita. Entre os co-fundadores está Brendan Cox, esposo de Jo Cox, morta por um extremista de direita, e Mike Haines, cujo irmão, David, foi decapitado pelo Estado Islâmico.

## Atuação
A ONG busca alcançar outras pessoas afetadas pelo terrorismo para criar um modelo de política pública e encaminhá-lo para o governo e outras entidades e pressioná-los para sua implementação. Ela possui programas de educação sobre terrorismo em escolas e também pressiona as big-techs para moderar o discurso de ódio nas redes sociais.
Em 2022, a ONG pressionou o governo para criar um programa de suporte financeiro e melhorar o acesso ao atendimento psicológico de vítimas do terrorismo.